# Hrvatski rukometni kup za muškarce 1994./95.
Hrvatski rukometni kup za muškarce u sezoni 1994./95. je četvrti put zaredom osvojio Badel 1862 iz Zagreba.

## Rezultati

### Osmina završnice
Igrano 26. i 27. svibnja 1995.
| klub1                          | rez.  | klub2                          |
| ------------------------------ | ----- | ------------------------------ |
| Županja                        | 26:28 | Sisak                          |
| Zrinski IPC (Čakovec)          | 23:35 | Badel 1862 (Zagreb)            |
| Zamet (Rijeka)                 | 26:24 | Umag                           |
| Industrogradnja (Zagreb)       | 18:29 | Varteks Tivar (Varaždin)       |
| Karlovačka pivovara (Karlovac) | 28:17 | Osijek 93                      |
| Rudar (Labin)                  | 20:22 | Tehno Šimunaj - Trnje (Zagreb) |
| Zadar Gortan                   | 25:24 | Split                          |
| Medveščak (Zagreb)             | 36:21 | Bjelovar                       |

### Četvrtzavršnica
Igrano 14. i 17. lipnja 1995.
| klub1                          | rez.         | klub2                          |
| ------------------------------ | ------------ | ------------------------------ |
| Zadar Gortan                   | 19:30, 26:33 | Zamet (Rijeka)                 |
| Sisak                          | 24:32, 25:31 | Badel 1862 (Zagreb)            |
| Medveščak (Zagreb)             | 32:26, 13:26 | Karlovačka pivovara (Karlovac) |
| Tehno Šimunaj - Trnje (Zagreb) | 25:30, 25:26 | Varteks Tivar (Varaždin)       |

### Završni turnir
Igrano 24. i 25. lipnja 1995. u Karlovcu.
| klub1                          | rez.          | klub2                    |
| poluzavršnica                  | poluzavršnica | poluzavršnica            |
| ------------------------------ | ------------- | ------------------------ |
| Karlovačka pivovara (Karlovac) | 26:22         | Zamet (Rijeka)           |
| Badel 1862 (Zagreb)            | 39:25         | Varteks Tivar (Varaždin) |
|                                |               |                          |
| za pobjednika                  |               |                          |
| Karlovačka pivovara (Karlovac) | 23:29         | Badel 1862 (Zagreb)      |

## Poveznice
- 1. A HRL 1994./95.
- 1. B HRL 1994./95.
- 2. HRL 1994./95.